# Чемпионат Украинской ССР по футболу
Чемпионат Украинской ССР по футболу (укр. Чемпіонат УРСР з футболу) — футбольный турнир, проводившийся в Украинской ССР с 1921 по 1991 год среди команд и сборных городов, команд добровольных спортивных обществ, ведомств, команд мастеров.

## История

### Первенства команд городов и общества «Динамо» (1921—1935)
В эпоху, предшествующую чемпионатам СССР среди клубных команд, проводились чемпионаты УССР, в которых участвовали сборные команды городов (они выступали, как представители различных регионов республики — формирование сборных команд губерний (потом областей) почти не практиковалось; иногда могли выступать те или иные клубы данного города в ранге сборной).
С конца 1920-х и до середины 1930-х годов в УССР была весьма значительна роль спортивного общества «Динамо». Пользуясь широкой поддержкой руководящих номенклатурных работников (так, активное участие в становлении «Динамо» принимал тогдашний нарком внутренних дел УССР В.Балицкий), общество сумело в то время сосредоточить в своем составе практически всех сильнейших спортсменов республики. Например, в финале Чемпионата УССР среди городов 1931 года между Киевом и Харьковом 18 из 22 футболистов, вышедших на поле, являлись динамовцами. Располагая значительными по тем временам финансовыми и организационными возможностями, общество «Динамо» регулярно проводило свои футбольные первенства, в том числе и в сезоны, когда, в силу ряда причин, не проводились первенства среди городов, дополняя последние и являясь турнирами эквивалентного уровня.
В целом футбольные соревнования в УССР отличались от аналогичных российских и союзных первенств того времени относительным постоянством. За первые 15 лет (с 1921 по 1935 годы) было разыграно 10 первенств среди сборных команд городов и 6 первенств общества «Динамо».
 Турнир команд городов Турнир общества «Динамо»
| №  | Сезон | № турнира     | Место проведения           | Участники (всего) | Чемпион        | II                | III                        |  |  |
|    |       |               |                            |                   |                |                   |                            |  |  |
| 1  | 1921  | I             | Харьков                    | 8 (-)             | Харьков        | Одесса            | Николаев & Таганрог        |  |  |
|    |       |               |                            |                   |                |                   |                            |  |  |
| 2  | 1922  | II            | Харьков                    | 7 (-)             | Харьков        | Одесса            | Киев & Николаев            |  |  |
|    |       |               |                            |                   |                |                   |                            |  |  |
| 3  | 1923  | III           | Харьков                    | 9 (-)             | Харьков        | Юзовка            | Дружковка                  |  |  |
|    |       |               |                            |                   |                |                   |                            |  |  |
| 4  | 1924  | IV            | Харьков                    | 3 (7)             | Харьков        | Одесская губерния | Сталино                    |  |  |
|    |       |               |                            |                   |                |                   |                            |  |  |
|    | 1925  | не проводился | не проводился              | не проводился     | не проводился  | не проводился     | не проводился              |  |  |
|    |       |               |                            |                   |                |                   |                            |  |  |
|    | 1926  | не проводился | не проводился              | не проводился     | не проводился  | не проводился     | не проводился              |  |  |
|    |       |               |                            |                   |                |                   |                            |  |  |
| 5  | 1927  | V             | Харьков                    | 6 (35)            | Харьков        | Николаев          | Одесса                     |  |  |
|    |       |               |                            |                   |                |                   |                            |  |  |
| 6  | 1928  | VI            | Харьков                    | 4 (25)            | Харьков        | Горловка          | Николаев                   |  |  |
|    |       |               |                            |                   |                |                   |                            |  |  |
| 7  | 1929  | I             | Киев                       | 19 (-)            | Харьков        | Киев              | Сталино & Днепропетровск   |  |  |
|    |       |               |                            |                   |                |                   |                            |  |  |
|    | 1930  | не проводился | не проводился              | не проводился     | не проводился  | не проводился     | не проводился              |  |  |
|    |       |               |                            |                   |                |                   |                            |  |  |
| 8  | 1931  | VII           | Харьков                    | 8 (-)             | Киев           | Харьков           | Николаев & Кадиевка        |  |  |
| 9  | 1931  | II            | Киев                       | 4 (-)             | Киев           | Харьков           | Сталино & Одесса           |  |  |
|    |       |               |                            |                   |                |                   |                            |  |  |
| 10 | 1932  | III           | Харьков                    | 4 (7)             | Харьков        | Киев              | Сталино                    |  |  |
| 11 | 1932  | VIII          | Запорожье & Днепропетровск | 4 (7)             | Харьков        | Донбасс           | Днепропетровск             |  |  |
|    |       |               |                            |                   |                |                   |                            |  |  |
| 12 | 1933  | IV            |                            | 8 (-)             | Киев           | Харьков           | Сталино & Одесская область |  |  |
|    |       |               |                            |                   |                |                   |                            |  |  |
| 13 | 1934  | V             |                            | 8 (-)             | Харьков        | Киев              | Днепропетровск & Донбасс   |  |  |
| 14 | 1934  | IX            |                            | 8 (-)             | Харьков        | Киев              | Винница & Одесса           |  |  |
|    |       |               |                            |                   |                |                   |                            |  |  |
| 15 | 1935  | VI            |                            | 8 (-)             | Киев           | Днепропетровск    | Харьков                    |  |  |
| 16 | 1935  | Х             |                            | 5 (21)            | Днепропетровск | Киев              | Харьков                    |  |  |
|    |       |               |                            |                   |                |                   |                            |  |  |

### Первенства среди клубных команд
После реформы 1936 года в союзном футболе субъектами официальных турниров стали клубные команды, а не сборные городов и регионов (областей, республик), как ранее. Проведение республиканских чемпионатов среди ведущих команд мастеров повсеместно было упразднено — им на смену пришла система лиг (классов). Тем не менее, и в этот период в УССР были проведены два турнира с участием сильнейших команд, именовавшиеся как чемпионаты УССР (в 1936 и в 1937 годах). В дальнейшем аналогичные турниры проводились до 1948 года (с перерывами), получив статус Кубка УССР.
| №  | Сезон | № турнира | Место проведения | Участники (всего) | Чемпион         | II                | III                                                              |  |  |
|    |       |           |                  |                   |                 |                   |                                                                  |  |  |
| 17 | 1936  | I         |                  | 8 (-)             | «Динамо» (Киев) | «Динамо» (Одесса) | «Сталь» (Завод им. Ленина) (Днепропетровск) & «Локомотив» (Киев) |  |  |
|    |       |           |                  |                   |                 |                   |                                                                  |  |  |
| 18 | 1937  | II        |                  | 39 (-)            | «Динамо» (Киев) | «Динамо» (Одесса) | «Динамо» (Днепропетровск) & «Динамо» (Харьков)                   |  |  |

### Первенства в рамках чемпионатов СССР без участия сильнейших команд
С осени 1936 года первенства УССР стали составной частью всесоюзных розыгрышей. Украинские команды оказались разбросанными в разных дивизионах советского футбола, и звание чемпиона Украинской ССР, присваиваемое командам низших дивизионов, утратило свой статус на долгие годы. Так, с осени 1936 по 1991 годы чемпионами УССР объявлялись команды, одержавшие победу в Первой группе республиканского первенства, в классе «Б» союзных соревнований, а позднее — во второй лиге. С 1964 по 1991 годы в УССР параллельно разыгрывалось уже два чемпионских титула — один среди команд мастеров, а другой среди коллективов физкультуры.
| Сезон      | Чемпион                                                           | 2-е место                                                         | 3-е место                                                         | Бомбардир                                                                                 |                                           |
| ---------- | ----------------------------------------------------------------- | ----------------------------------------------------------------- | ----------------------------------------------------------------- | ----------------------------------------------------------------------------------------- | ----------------------------------------- |
| 1936 осень | «Авангард» (Завод им. Орджоникидзе) (Краматорск)                  | «Сталь» (Завод им. Петровского) (Днепропетровск)                  | УДКА Киев                                                         |                                                                                           |                                           |
| 1937       | «Спартак» (Днепропетровск)                                        | «Зенит» (Сталино)                                                 | «Сталинец» (Харьков)                                              |                                                                                           |                                           |
| 1938       | «Дзержинец» (Ворошиловоград)                                      | «Сталь» (Днепродзержинск)                                         | «Динамо» (Николаев)                                               |                                                                                           |                                           |
| 1939       | «Локомотив» (Запорожье)                                           | «Пищевик» (Одесса)                                                | «Локомотив» (Харьков)                                             |                                                                                           |                                           |
| 1940       | «Локомотив» (Запорожье)                                           | «Стахановец» (Орджоникидзе)                                       | «Авангард» (Краматорск)                                           |                                                                                           |                                           |
| 1941       | Прерван из-за Великой Отечественной войны                         | Прерван из-за Великой Отечественной войны                         | Прерван из-за Великой Отечественной войны                         | Прерван из-за Великой Отечественной войны                                                 | Прерван из-за Великой Отечественной войны |
| 1942—1945  | Чемпионат Украины не проводился из-за Великой Отечественной войны | Чемпионат Украины не проводился из-за Великой Отечественной войны | Чемпионат Украины не проводился из-за Великой Отечественной войны | Чемпионат Украины не проводился из-за Великой Отечественной войны                         |                                           |
| 1946       | «Спартак» (Ужгород)                                               | ДО (Киев)                                                         | «Дзержинец» (Харьков)                                             |                                                                                           |                                           |
| 1947       | «Большевик» (Мукачево)                                            | «Авангард» (Краматорск)                                           | «Локомотив» (Киев)                                                |                                                                                           |                                           |
| 1948       | «Торпедо» (Одесса)                                                | «Сталь» (Константиновка)                                          | «Динамо» (Ужгород)                                                |                                                                                           |                                           |
| 1949       | ДО (Киев)                                                         | «Металлург» (Днепродзержинск)                                     |                                                                   |                                                                                           |                                           |
| 1950       | «Спартак» (Ужгород)                                               | «Трудовые резервы» (Ворошиловград)                                | ДО (Киев)                                                         |                                                                                           |                                           |
| 1951       | ДО (Киев)                                                         | ОДО (Львов)                                                       | «Машиностроитель» (Киев)                                          |                                                                                           |                                           |
| 1952       | «Металлург» (Запорожье)                                           | «Красное Знамя» (Николаев)                                        | «Искра» (Мукачево)                                                |                                                                                           |                                           |
| 1953       | «Спартак» (Ужгород)                                               | «Спартак» (Херсон)                                                | «Торпедо» (Харьков)                                               |                                                                                           |                                           |
| 1954       | «Машиностроитель» (Киев)                                          | «Спартак» (Станислав)                                             | «Строитель» (Николаев)                                            |                                                                                           |                                           |
| 1955       | «Спартак» (Станислав)                                             | «Спартак» (Херсон)                                                | «Торпедо» (Кировоград)                                            |                                                                                           |                                           |
| 1956       | «Шахтёр» (Кадиевка)                                               | «Машиностроитель» (Киев)                                          | ОДО (Одесса)                                                      |                                                                                           |                                           |
| 1957       | СКВО (Одесса)                                                     | «Локомотив» (Артёмовск)                                           | «Машиностроитель» (Киев)                                          |                                                                                           |                                           |
| 1958       | «Машиностроитель» (Киев)                                          | «Металлург» (Никополь)                                            | «Нефтяник» (Дрогобыч)                                             |                                                                                           |                                           |
| 1959       | «Авангард» (Жёлтые Воды)                                          | «Торпедо»-ХТЗ Харьков                                             | СКВО (Одесса)                                                     |                                                                                           |                                           |
| 1960       | «Металлург» (Запорожье)                                           | «Судостроитель» (Николаев)                                        |                                                                   |                                                                                           |                                           |
| 1961       | «Черноморец» (Одесса)                                             | СКА (Одесса)                                                      | «Локомотив» (Винница)                                             |                                                                                           |                                           |
| 1962       | «Трудовые Резервы» (Луганск)                                      | «Черноморец» (Одесса)                                             | «Авангард» (Симферополь)                                          |                                                                                           |                                           |
| 1963       | СКА (Одесса)                                                      | «Локомотив» (Винница)                                             | «Азовсталь» (Жданов)                                              |                                                                                           |                                           |
| 1964       | «Локомотив» (Винница)                                             | СКА (Киев)                                                        | «Полесье» (Житомир)                                               |                                                                                           |                                           |
| 1965       | СКА (Львов)                                                       | СКА (Киев)                                                        | «Авангард» (Жёлтые Воды)                                          |                                                                                           |                                           |
| 1966       | «Авангард» (Жёлтые Воды)                                          | «Динамо» (Хмельницкий)                                            | «Локомотив» (Херсон)                                              |                                                                                           |                                           |
| 1967       | «Автомобилист» (Житомир)                                          | «Химик» (Северодонецк)                                            | «Днепр» (Кременчуг)                                               |                                                                                           |                                           |
| 1968       | «Авангард» (Тернополь)                                            | «Буковина» (Черновцы)                                             | «Шахтёр» (Кадиевка)                                               |                                                                                           |                                           |
| 1969       | «Спартак» (Ивано-Франковск)                                       | «Шахтёр» (Горловка)                                               | «Спартак» (Сумы)                                                  |                                                                                           |                                           |
| 1970^      | «Химик» (Северодонецк)**                                          | «Локомотив» (Винница)                                             | «Локомотив» (Донецк)                                              |                                                                                           |                                           |
| 1970^      | «Металлург» (Запорожье)*                                          | «Таврия» (Симферополь)                                            | «Автомобилист» (Житомир)                                          |                                                                                           |                                           |
| 1971       | «Кривбасс» (Кривой Рог)                                           | «Судостроитель» (Николаев)                                        | «Автомобилист» (Житомир)                                          | Станислав Вовк («Кривбасс») — 21                                                          |                                           |
| 1972       | «Спартак» (Ивано-Франковск)                                       | «Говерла» (Ужгород)                                               | «Таврия» (Симферополь)                                            | Виктор Байгузов («Шахтёр» Кадиевка) Николай Русин («Говерла») — по 21                     |                                           |
| 1973       | «Таврия» (Симферополь)                                            | «Автомобилист» (Житомир)                                          | «Судостроитель» (Николаев)                                        | Николай Русин («Говерла») — 28                                                            |                                           |
| 1974       | «Судостроитель» (Николаев)                                        | «Металлист» (Харьков)                                             | «Фрунзенец» (Сумы)                                                | Валентин Дзиоба (СК «Чернигов») — 18                                                      |                                           |
| 1975       | «Кривбасс» (Кривой Рог)                                           | «Автомобилист» (Житомир)                                          | СК Луцк                                                           | Сергей Звенигородский (команда Г. Тирасполь) — 15 Евгений Деревяга («Судостроитель») — 14 |                                           |
| 1976       | «Кривбасс» (Кривой Рог)                                           | «Металлист» (Харьков)                                             | СКА (Одесса)                                                      | Юрий Цымбалюк («Металлист») — 22                                                          |                                           |
| 1977       | СКА (Одесса)                                                      | СКА (Киев)                                                        | «Колос» (Никополь)                                                | Николай Пинчук (СКА (Киев)) Сергей Шмундяк (СКА (Львов)) — по 20                          |                                           |
| 1978       | «Металлист» (Харьков)                                             | «Колос» (Никополь)                                                | СКА (Киев)                                                        | Владимир Сакалов («Буковина») — 19                                                        |                                           |
| 1979       | «Колос» (Никополь)                                                | СКА (Киев)                                                        | СКА (Львов)                                                       | Евгений Деревяга («Судостроитель») Юрий Бондаренко («Кристалл» (Херсон)) — по 20          |                                           |
| 1980       | СКА (Киев)                                                        | «Буковина» (Черновцы)                                             | СКА (Львов)                                                       | Владимир Чирков («Авангард» (Ровно)) — 25                                                 |                                           |
| 1981       | «Кривбасс» (Кривой Рог)                                           | «Нива» (Винница)                                                  | «Авангард» (Ровно)                                                | Сергей Шевченко («Нива» (Винница)) — 22                                                   |                                           |
| 1982       | «Буковина» (Черновцы)                                             | «Десна» (Чернигов)                                                | «Колос» (Павлоград)                                               | Сергей Шевченко («Нива» (Винница)) — 32                                                   |                                           |
| 1983       | СКА (Киев)                                                        | «Колос» (Павлоград)                                               | «Нива» (Винница)                                                  | Виктор Насташевский (СКА Киев) — 41                                                       |                                           |
| 1984       | «Нива» (Винница)                                                  | «Колос» (Павлоград)                                               | «Судостроитель» (Николаев)                                        | Виктор Насташевский (СКА Киев) — 22                                                       |                                           |
| 1985       | «Таврия» (Симферополь)                                            | «Нива» (Винница)                                                  | «Судостроитель» (Николаев)                                        | Владимир Науменко («Таврия») — 29                                                         |                                           |
| 1986       | «Заря» (Ворошиловград)                                            | «Таврия» (Симферополь)                                            | СКА (Киев)                                                        | Виктор Насташевский («Кривбасс») — 25                                                     |                                           |
| 1987       | «Таврия» (Симферополь)                                            | «Нива» (Тернополь)                                                | «Прикарпатье» (Ивано-Франковск)                                   | Виктор Олейник («Буковина»), Владимир Шишков («Спартак» Ж) — по 30                        |                                           |
| 1988       | «Буковина» (Черновцы)                                             | «Ворскла» (Полтава)                                               | СКА (Одесса)                                                      | Степан Павлов («Чайка») — 36                                                              |                                           |
| 1989       | «Волынь» (Луцк)                                                   | «Буковина» (Черновцы)                                             | «Нива» (Тернополь)                                                | Игорь Яворский («Нива» Т) — 35                                                            |                                           |
| 1990       | «Торпедо» Запорожье                                               | «Судостроитель» (Николаев)                                        | «Авангард» (Ровно)                                                | Сергей Морозов («Судостроитель») — 20                                                     |                                           |
| 1991       | «Нефтяник» (Ахтырка)                                              | «Прикарпатье» (Ивано-Франковск)                                   | «Колос» (Никополь)                                                | Игорь Плотко («Колос») — 28                                                               |                                           |

^ Примечание: В 1970 году первенство Украинской ССР по футболу было организовано сразу в двух дивизионах чемпионата СССР: *класс «А», вторая группа и **класс «Б», УССР.